# Carlo Rainaldi
Carlo Rainaldi (Roma, 4 de mayo de 1611-Roma, 8 de febrero de 1691) fue un arquitecto italiano del período Barroco.
Nacido en Roma, Rainaldi fue uno de los arquitectos más influyentes del siglo XVII. Inicialmente trabajó junto a su padre, Girolamo Rainaldi.
Después de la muerte de su padre, se adhirió al monumental estilo Barroco, y ganó influencia después que el Papa Urbano VIII Barberini fue reemplazado por el gobierno más austero de Inocencio X Pamphili.

## Principales obras
Entre sus trabajos se encuentran la fachada de San Andrés della Valle (1661-1665), que realizó junto con Carlo Fontana, las iglesias gemelas de Santa Maria dei Miracoli y Santa Maria in Montesanto en la Piazza del Popolo y también Santa María in Campitelli (1663-1667) considerada su obra maestra, que se caracteriza por su planta longitudinal con un espacio modificado por dos ejes transversales, y por las imponentes columnas exentas, tanto en el interior como en la fachada.
Inició junto con su padre la iglesia de Santa Agnese in Piazza Navona, pero fueron sustituidos al poco de iniciarla por Francesco Borromini que realizó la mayor parte de esta obra. Finalmente Carlo Rainaldi será llamado nuevamente para la finalización de la iglesia (en la que también había intervenido G.L. Bernini), modificando el proyecto de Borromini.   
En 1660 envió un diseño al concurso del nuevo palacio real del Louvre en París, promovido por Luis XIV en el que también participaron Pietro da Cortona y Bernini, entre otros.
Además de edificios, Rainaldi diseñó también escenografías para eventos y ritos religiosos. En 1650 diseñó la escenografía del Quarant'ore (Oración de cuarenta horas) para la iglesia del Gesú. En 1665, el catafalco conmemorativo de Felipe IV de España.